# طائفة قسطنطينة وفرنجلوش
طائفة قسطنطينة وفرنجلوش إحدى ممالك الطوائف التي كانت موجودة من حوالي 1143 إلى 1150 عندما غزاها الموحدون. حاليا تعرف بجنوب إسبانيا.